# William Cuthbertson
William Cuthbertson est un boxeur écossais affilié au United Scottish Amateur Boxing Club né le 7 mai 1902 et mort en 1963.

## Carrière
Il remporte aux Jeux olympiques d'été de 1920 à Anvers la médaille de bronze dans la catégorie poids mouches. Après deux victoires face à Einer Jensen et Ted Zegwaard, Cuthbertson perd en demi-finale contre le danois Anders Petersen.

## Palmarès

### Jeux olympiques
- Jeux olympiques d'été de 1920 à Anvers[1] (poids mouches)

## Référence
1. ↑  (en) Résultats des Jeux olympiques 1920 (amateur-boxing.strefa.pl)